# شبح فلوریدا
شبح فلوریدا (نام علمی: Dendrophylax lindenii)، یک گیاه هوازی چند ساله از خانواده ثعلبیان بومی فلوریدا، باهاما و کوبا است. این گل ارکیده اغلب در باتلاقهای جنوب غربی فلوریدا آمریکا و کشور کوبا یافت می‌شود و به دلیل رنگ سفید چشمگیرش در تاریکی مثل یک روح شناور در هواست و به این دلیل شبح فلوریدا نام گرفته‌است.